# Уляхино
Уляхино — деревня в Гусь-Хрустальном районе Владимирской области России, административный центр Уляхинского сельского поселения.

## География
Деревня расположена в 37 км на юг от Гусь-Хрустального, в 18 км на юго-восток от ж/д станция Курлово на линии Владимир—Тумская.

## История
До революции в составе Парахинской волости Касимовского уезда Рязанской губернии, с 1926 года — в составе Парахинской волости Гусевского уезда Владимирской губернии. В 1926 году в деревне было 165 дворов.
С 1929 года деревня являлась центром Уляхинского сельсовета Гусь-Хрустального района Владимирского округа Ивановской Промышленной области, с 1935 года — в составе Курловского района Ивановской области, с 1944 года — в составе Владимирской области, с 1963 года — в составе Гусь-Хрустального района, с 2005 года — центр Уляхинского сельского поселения.
В годы Советской власти в деревне располагалась центральная усадьба колхоза им. 16 годовщины Октября.

## Население
| 1859 | 1905 | 1926 | 2002 | 2010 | 2021 |
| ---- | ---- | ---- | ---- | ---- | ---- |
| 272  | ↗840 | ↗925 | ↘573 | ↘516 | ↘495 |

## Инфраструктура
В деревне находятся школа, клуб, фельдшерско-акушерский пункт, магазины, предприятие «Гусь-Агро». 
Имеется небольшая деревянная православная церковь с одним престолом, освящённым в честь священноисповедника Петра Великодворского.